# Džardžan
Il Džardžan (in russo Джарджан?) è un fiume della Russia siberiana nordorientale, affluente di destra della Lena. Scorre nella Sacha (Jacuzia).

## Descrizione
Il Džardžan nasce dalla confluenza dei due rami sorgentizi Siekotendža e Malyr-Jurjage che scendendo dai monti Orulgan si congiungono fra i monti Džardžanskij. Il fiume scorre con direzione mediamente occidentale, ricevendo da sinistra gli affluenti Kende (91 km), Džanchan (105 km) e Ulachan-Tirechtjach (215 km) prima di sfociare nella Lena a 513 km dalla sua foce nei pressi dell'omonima località di Džardžan. La lunghezza del Džardžan è di 297 km, l'area del suo bacino è di 11 400 km².